# Energieausweis
Der Energieausweis ist ein Dokument, das Daten zur Energieeffizienz und zu den anfallenden Energiekosten eines Gebäudes liefert. Er soll potenziellen Käufern und Mietern Informationen über die Gesamtenergieeffizienz des Gebäudes sowie praktische Hinweise zu deren Verbesserung liefern.
Grundlagen des Energieausweises sind geregelt in der Richtlinie der Europäischen Gemeinschaft über die Gesamtenergieeffizienz von Gebäuden. Die EU-Nationalstaaten müssen diese in nationales Recht umsetzen. Entsprechende Regelungen werden in Deutschland in Teil 5 [§§ 79-88] des Gebäudeenergiegesetzes (GEG) getroffen; in Österreich gelten die jeweiligen Landesgesetze und das Energieausweis-Vorlage-Gesetz (EAVG). Die Schweiz hat eigene Regelungen erlassen.
Die EU-Richtlinie gibt den Mitgliedsstaaten vor, dass bei Neubau, Verkauf oder Vermietung ein Energieausweis dem potenziellen neuen Mieter oder Käufer vorgelegt und nach Vertragsunterzeichnung ausgehändigt wird. Zudem muss der Effizienzstandard bereits in Immobilienanzeigen genannt werden.

## Energieausweis in Deutschland
In Deutschland gibt es seit etwa 2004 Energieausweise. Regelungen wurden zunächst in der Energieeinsparverordnung und seit 1. November 2020 in Teil 5 [§§ 79-88] des Gebäudeenergiegesetzes (GEG) getroffen.
Das GEG verwendet den Begriff Energieausweis, teilweise wird in Deutschland und Österreich auch der Begriff Energiesparausweis oder Energiepass verwendet.

### Inhalt

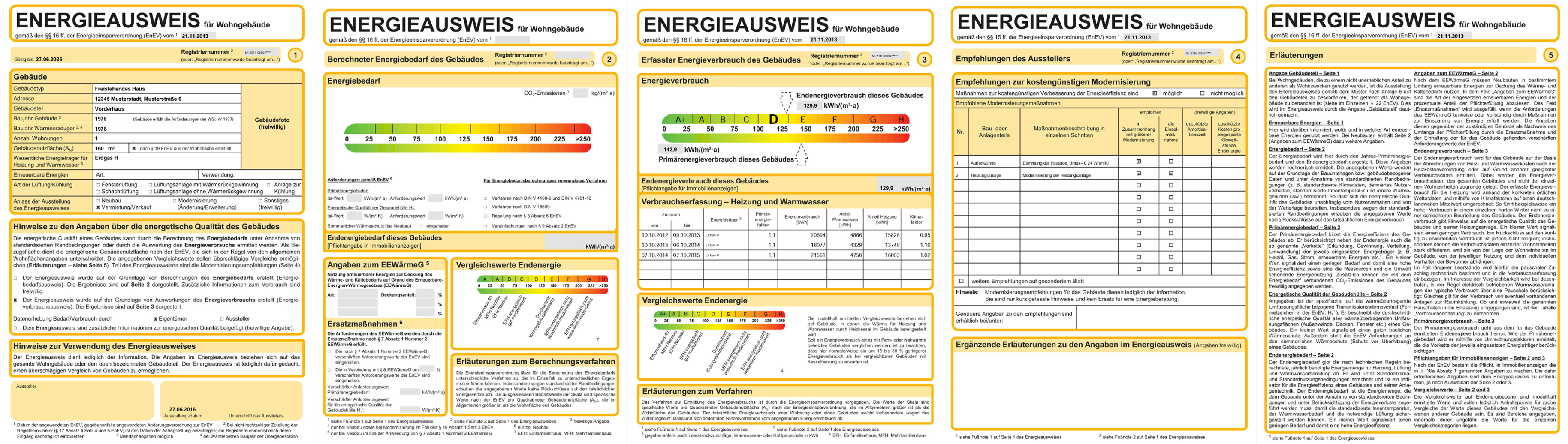
Muster eines verbrauchsbasierten Energieausweises

Energieausweise beinhalten je nach Gebäudetyp und Anlass der Ausstellung unterschiedliche Angaben. Die Angaben umfassen:
- Endenergiebedarf bzw. Endenergieverbrauch
- Primärenergiebedarf bzw. Primärenergieverbrauch
- Treibhausgasemissionen (bei Neubau und Sanierung)

Die Angaben werden dabei in Kilowattstunden (Treibhausgase in Kilogramm) pro Jahr und Quadratmeter Gebäudefläche ausgewiesen.
Ein Energieausweis muss zudem weitere Angaben zum Ausweis und Gebäude enthalten, dazu gehören:
- Angabe, ob es ein Energiebedarfsausweis oder ein Energieverbrauchsausweis ist
- Ablaufdatum
- Registriernummer
- Anschrift des Gebäudes
- Art des Gebäudes: Wohngebäude oder Nichtwohngebäude
- Baujahr des Gebäudes
- wesentliche Energieträger für Heizung und Warmwasser
- bei Neubauten: Art der genutzten erneuerbaren Energie, deren Anteil an der Deckung des Wärme- und Kälteenergiebedarfs oder Angaben zu Ersatzmaßnahmen
- Baujahr des Wärmeerzeugers; bei einer Fern- oder Nahwärmeversorgung: Baujahr der Übergabestation
- Art der Lüftung; falls vorhanden Art der Kühlung
- Anlass der Ausstellung des Energieausweises
- Datenerhebung durch Eigentümer oder Aussteller
- Name, Anschrift und Berufsbezeichnung des Ausstellers, Ausstellungsdatum und Unterschrift des Ausstellers
- Vorschläge zur Verbesserung der Energieeffizienz des Gebäudes, sofern kostengünstige Modernisierungsmaßnahmen möglich sind

Aus den Aussagen des Energieausweises ist ausdrücklich kein Rückschluss auf die tatsächlich auftretenden Energieverbräuche und Energiekosten möglich. Der Energieausweis soll eine Vergleichbarkeit unterschiedlicher Gebäude ermöglichen.  Er stellt keine Verbrauchsprognose dar. Gründe hierfür sind, dass die Berechnung auf einem Normklima in Deutschland und einer Normnutzung wie einer gleichmäßigen Beheizung des Gebäudes basiert. Der Standort und das Nutzerverhalten beeinflussen somit das tatsächliche Ergebnis.

### Ausstellung und Vorlage

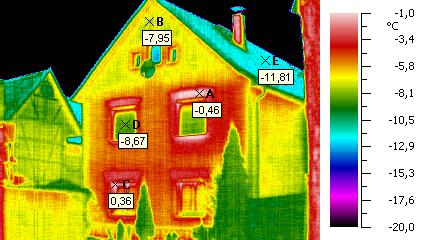
Bauthermografie: Thermografie einer Gebäudewand

Bei Errichtung, Änderung oder Erweiterung von Gebäuden ist nach Gebäudeenergiegesetz ein Energiebedarfsausweis auszustellen.
Einem potenziellen Käufer, Mieter, Pächter oder Leasingnehmer eines bebauten Grundstücks, Wohnungs- oder Teileigentums ist bei der Besichtigung ein Energieausweis vorzulegen und nach Vertragsunterzeichnung auszuhändigen.
Liegt zum Zeitpunkt einer Immobilienanzeige bereits ein Energieausweis vor, sind dort bereits Angaben aus dem Energieausweis verpflichtend anzugeben. Zu den Angaben gehören Endenergieverbrauch bzw. Endenergiebedarf, wesentlichen Energieträger für die Heizung und die Energieeffizienzklasse.
Wer berechtigt ist, Energieausweise für bestehende Gebäude auszustellen, wird in § 88 GEG geregelt.

### Varianten
Es gibt zwei Varianten des Energieausweises:
- Den Energiebedarfsausweis, der aus Daten zum Gebäude (energetische Eigenschaften) berechnet wird.
- Den Energieverbrauchsausweis, der auf vergangenen Verbrauchswerten beruht.

Wobei auch die Kombination aus beiden möglich ist.
Es gelten folgende Regelungen, wann welche Variante genutzt werden kann:
- Energiebedarfsausweise sind vorgeschrieben bei Neubau oder Änderung von Gebäuden. Ebenso für Wohngebäude mit maximal vier Wohnungen, für die der Bauantrag vor dem 1. November 1977 gestellt wurde. Ausnahmen gelten für Gebäude, die schon bei der Fertigstellung die Anforderungen der Wärmeschutzverordnung 1977 erfüllt haben oder nachträglich auf diesen Stand gebracht wurden.[4]
- Wahlfreiheit besteht für die übrigen Wohngebäude und für Nichtwohngebäude zwischen Energiebedarf- oder -verbrauchsausweis.[4]

In dem Fall, dass ein Gebäude gemischt als Wohn- und Nichtwohngebäude genutzt wird, ist der Energieausweise für lediglich einen Teil des Gebäudes auszustellen. In allen anderen Fällen, beispielsweise im Fall einer Eigentumswohnung in einem ausschließlich zu Wohnzwecken genutzten Gebäude, ist ein Energieausweis für das gesamte Gebäude zu erstellen.

#### Energiebedarfsausweis (Energiebedarf als Grundlage)
Der Energiebedarfsausweis basiert auf den energetischen Eigenschaften des Gebäudes. Der darin angegebene Endenergiebedarf ergibt sich aus einer theoretischen Berechnung für das Gebäude. Ein niedriger Bedarf kann durch gute Wärmedämmung, Fenster mit Wärmeschutzverglasung und eine effiziente Anlagentechnik erreicht werden. Das GEG gibt dabei Rechenvorschriften vor und verweist in der Regel auf die Berechnungsregel der DIN V 18599, zum Teil auch auf die DIN 4108-4. Details sind in Teil 2 Abschnitt 3 des GEG geregelt.

#### Energieverbrauchsausweis (Energieverbrauch als Grundlage)
Der Energieverbrauchsausweis basiert auf tatsächlichem Energieverbrauch. Dazu werden Verbrauchsdaten aus Heizkostenabrechnungen oder anderen geeigneten Quellen, beispielsweise Abrechnungen des Energielieferanten genutzt. Dabei muss aus mindestens drei aufeinander folgenden Abrechnungsperioden (36 Monate) der Durchschnitt ermittelt werden. Zudem müssen längere Leerstände rechnerisch berücksichtigt werden.
Der Energieverbrauchsausweis spiegelt den tatsächlichen Energieverbrauch des Gebäudes für den zurückliegenden Zeitraum wider. Dieses ist neben der Bauphysik auch maßgeblich beeinflusst durch das Nutzerverhalten.
Um eine energetische Bewertung und eine Vergleichbarkeit mit anderen Gebäuden oder Referenzdaten zu ermöglichen, werden die Daten einer Witterungsbereinigung unterzogen. Der Energieverbrauch wird mit dem Klimafaktor des Jahres und des Ortes multipliziert.

### Bußgelder
Bei Verkauf und Neuvermietung ohne vollständigen, korrekten oder zulässigen Nachweis drohen Bußgelder bis zu 10.000 Euro. Auch die Unterlassung von Angaben in Immobilienanzeigen oder fehlerhafte Angaben können nach § 108 GEG mit bis zu 10.000  Euro Bußgeld geahndet werden. Für die Ordnungswidrigkeitsverfahren und Bußgelder sind in den meisten Bundesländern die unteren Bauaufsichtsbehörden zuständig.

### Historie

Alter Energieausweis, hier auf Basis des Energieverbrauchs

Die Deutsche Energie-Agentur GmbH (dena) entwickelte den Prototyp eines bundeseinheitlichen Energieausweises unter der Bezeichnung Energiepass für Wohngebäude im Bestand und testete ihn in einem Feldversuch bis Ende 2004 an etwa 4000 Wohngebäuden.

#### EnEV 2002
Erstmals wurde in Deutschland eine Pflicht für Energieausweise von Neubauten in der EnEV 2002 festgehalten.

#### EnEV 2009
Seit 2008 bzw. 2009 müssen Hauseigentümer von Bestandsgebäuden den Energieausweis potenziellen Mietern und Käufern zugänglich machen, wenn sie ihre Immobilie vermieten, verpachten oder verkaufen.

#### EnEV 2014
Mit der EnEV 2013/2014 wurden die Vorgaben des Energieausweises überarbeitet.
Bezüglich des Energieausweises galten nach der EnEV 2014 folgende Regelungen:
- Neubauten: Der Energiebedarfsausweis ist grundsätzlich verpflichtend und der Eigentümer hat dafür Sorge zu tragen, dass ihm der Energieausweis mit Fertigstellung übergeben wird.
- Bestandsgebäude: Bei Bestandsgebäuden muss ein Energieverbrauchsausweis oder ein Energiebedarfsausweis nur bei Verkauf oder Vermietung vorhanden sein. Wenn ein Gebäude weniger als fünf Wohnungen besitzt und nicht mindestens den Anforderungen der Wärmeschutzverordnung von 1977 entspricht, darf ausschließlich ein Energiebedarfsausweis ausgestellt werden.
- Denkmale: Denkmalgeschützte Gebäude benötigen keinen Energieausweis.

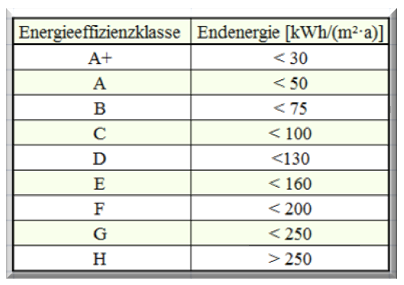
Tabelle der Effizienzklassen nach EnEV 2014

- Bandtacho: Neuskalierung mit Angabe von Energieeffizienzklassen im Bandtacho. Die Skala des Bandtacho wurde von 0 bis 400 kWh/(m²·a) auf 0 bis 250 kWh/(m²·a) verkürzt.
- Registrierung: Energieausweise müssen beim Deutschen Institut für Bautechnik registriert werden.
- Immobilienanzeigen: In kommerziellen Anzeigen müssen bei Vermietung oder Verkauf die wesentlichen Angaben müssen bereits in der Immobilienanzeige angegeben werden.
- Vorlage: Mieter oder Käufer müssen eine Kopie des Energieausweises vorgelegt und bei Vertragsabschluss ausgehändigt bekommen.
- Modernisierungsempfehlungen: In den Ausweisen sind wirtschaftliche Maßnahmen zur Verbesserung der energetischen Eigenschaften des Gebäudes und der Einzelbauteile zu benennen.
- Aushangpflicht: In öffentlichen Gebäuden mit mehr als 500 m² (ab 8. Juli 2015: 250 m²) Nutzfläche muss ein vorhandener Energieausweis ausgehängt werden. Bei sonstigen Gebäuden mit starkem Publikumsverkehr auf einer Nutzfläche von mehr als 500 Quadratmetern muss der Energieausweis aushängen, sobald dieser ausgestellt wurde.

#### Gebäudeenergiegesetz 2020
Am 1. November 2020 wurde die Energieeinsparverordnung vom Gebäudeenergiegesetz abgelöst. Während die grundsätzliche Zielrichtung und allgemeine Anforderungen gleich blieben, änderten sich Details. Nach Ablauf der Übergangsregelung gelten seit 2. Mai 2021 u. a. folgende Änderungen:
- Treibhausgas-Emissionen müssen aufgeführt werden.[4][11]
- Die Vorlagepflicht für Energieausweise gilt nun explizit auch für Immobilienmakler.[11]
- Aussteller von Verbrauchsausweisen müssen entweder besichtigen oder anhand geeigneter Fotos arbeiten.[11]
- Energieausweis-Aussteller müssen die bereitgestellten Daten sorgfältig prüfen und dürfen diese nur verwenden, wenn kein Zweifel an der Richtigkeit besteht.[11]
- Eigentümer können Daten für den Energieausweis bereitstellen und sind dann für die Richtigkeit der Angaben verantwortlich.[11]
- Der Stand der Sanierung muss detailliert angegeben werden.[11]
- Falls inspektionspflichtige Klimaanlagen vorhanden sind, muss der nächste Inspektionstermin angegeben werden.[11]
- Aussteller von Verbrauchsausweisen müssen bestehende Gebäude vor Ort oder anhand geeigneter Fotos bewerten, um passende Maßnahmen zur Modernisierung zu empfehlen.[11]

### Kritik
- Flächenbezugsgröße ist die Gebäudenutzfläche, nicht die Wohnfläche. Das Ergebnis wird in den Größen Primärenergiebedarf, Endenergiebedarf und Energieverbrauchskennwert ausgewiesen. Diese Begriffe sind für Laien schwer nachvollziehbar, weichen schon bei ein und demselben Gebäude stark voneinander ab und sind untereinander oft gar nicht vergleichbar. Hinzu kommt, dass die Energie zwar nach dem Brennwert abgerechnet wird, bei der Berechnung für den Ausweis jedoch nur der untere Heizwert Berücksichtigung findet. Die Angaben aus dem Ausweis lassen sich somit nicht mit Hilfe von Mietverträgen oder Heizkostenabrechnungen nachvollziehen. Dies führt dazu, dass aus dem Ergebnis auch nicht die zu erwartenden Verbrauchskosten abgelesen werden können.
- Die Angabe zum Primärenergiebedarf soll die Umweltverträglichkeit der Energienutzung des Gebäudes signalisieren. Dies kann dann irreführend sein, wenn umweltverträgliche Energieträger wie beispielsweise Holz in unsanierten Gebäuden eingesetzt werden. Hier geht eine relativ gute Umweltverträglichkeit mit eventuell hohen Kosten einher.

Beispiele, wie sich Abweichungen bei Verbrauchsausweisen ergeben können
- Da beim Verbrauchsausweis der Energieverbrauch zur Warmwasserbereitung nicht zwingend berücksichtigt wird, sind allein dadurch Abweichungen von 100 % möglich. Hier gilt es, das „Kleingedruckte“ zu lesen und zu bewerten. Das Gleiche gilt für Wohngebäude mit Fernwärmeversorgung oder für kleine Wohneinheiten, bei denen das Nutzerverhalten das Ergebnis stark beeinflusst.
- Der Vergleich von Bedarfsausweisen mit Verbrauchsausweisen ergibt für den Verbrauchsausweis oft günstigere Ergebnisse (Vergleichsgrößen Endenergiebedarf und Energieverbrauchskennwert). Dies liegt auch daran, dass die Wärmeverluste durch Gebäudeundichtigkeiten den Berechnungsnormen sehr hoch veranschlagt werden und eine Normbeheizung des gesamten Gebäudes unterstellt wird, die in der Praxis kaum vorkommt.
- Bei der Ermittlung des Energieverbrauches wird der Heizwert zugrunde gelegt. Da bei moderner Heizungstechnik meist Brennwerttechnik zum Einsatz kommt, entsteht eine scheinbare Ersparnis (bis zu -11 % bei Erdgasheizung).

Aussagekraft von Bedarfsausweisen
Immer wieder wird der Bedarfsausweis empfohlen, da nur dieser auf Grund des Berechnungsverfahrens zielgenaue Modernisierungsempfehlungen zu Anlagentechnik und Gebäudedämmung geben kann. Gleichzeitig ist aus Untersuchungen bekannt, dass Bedarfsausweise tendenziell eine zu schlechte Bewertung von Gebäuden mit hohen Bedarfswerten ergeben. Wird bei Modernisierungsempfehlungen der tatsächliche Verbrauch außer Acht gelassen (für die Ermittlung hierzu besteht keine Pflicht), ergeben sich unhaltbare Einsparversprechen und falsche Rentabilitätsberechnungen. Für eine angemessene Beurteilung ist die Berücksichtigung des tatsächlichen Verbrauches unerlässlich.
Das mit der Änderung der Energieeinsparverordnung im Jahr 2009 neu eingeführte Berechnungsverfahren nach DIN V 18599 für den Bedarfsausweis, führte zu anderen Ergebnissen als bei vorherigen Bedarfsausweisen.

## Energieausweis in Österreich
Der österreichische Nationalrat hat im Mai 2006 das Bundesgesetz über die Pflicht zur Vorlage eines Energieausweises beim Verkauf und bei der In-Bestand-Gabe von Gebäuden und Nutzungsobjekten (Energieausweis-Vorlage-Gesetz – EAVG) beschlossen. Die Landesgesetze regeln die Vorschriften bei Neubau, Zubau und umfassender Sanierung sowie alle Regeln über Berechnung, Inhalt, Form und Ausstellerbefugnis. Mit 1. Januar 2008 für Neubauten und mit 1. Januar 2009 für den Altbau wird der Energieausweis in der gesamten Alpenrepublik zum Pflichtpapier, im Bundesland Oberösterreich gibt es ihn schon seit 1999.
Aufgrund der föderalistischen Gesetzeslage in Österreich – Bau- und Energiegesetze unterliegen der Landesgesetzgebung – wird es laut Bundesverfassung innerhalb Österreichs keine einheitlichen Gesetze geben. Jedoch einigten sich acht Bundesländer (Wien, Burgenland, Niederösterreich, Oberösterreich, Steiermark, Vorarlberg, Tirol und Kärnten) auf weitgehend einheitliche Berechnungs-Standards. Salzburg kommt dem ab 04/2011 mit der Neuauflage der Bautechnikverordnung Energie nach und harmonisiert nun auch weitestgehend mit den anderen Bundesländern (lt. OIB Richtlinie). Einzig das Layout des Energieausweises ist in Salzburg ein anderes als im Rest von Österreich.
Geregelt ist der Energieausweis in OIB-Richtlinie 6 – Energieeinsparung und Wärmeschutz.
Siehe auch: Energiestandard-Kategorien A++ bis G laut Energieausweis.
In Österreich sind für die Energieausweiserstellung folgende Normen nötig:
- ÖNORM B 8110-2 Wärmeschutz im Hochbau – Teil 2: Wasserdampfdiffusion, -konvektion und Kondensationsschutz.
- ÖNORM B 8110-3 Wärmeschutz im Hochbau – Teil 3: Ermittlung der operativen Temperatur im Sommerfall (Vermeidung sommerlicher Überwärmung).
- ÖNORM B 8110-5 Wärmeschutz im Hochbau – Teil 5: Klimamodell und Nutzungsprofile.
- ÖNORM B 8110-6-1 Wärmeschutz im Hochbau – Teil 6-1: Grundlagen und Nachweisverfahren – Heizwärmebedarf und Kühlbedarf.
- ÖNORM H 5056 Gesamtenergieeffizienz von Gebäuden – Teil 1: Heiztechnikenergiebedarf.
- ÖNORM H 5057 Gesamtenergieeffizienz von Gebäuden – Teil 1: Raumlufttechnikenergiebedarf für Wohn- und Nichtwohngebäude.
- ÖNORM H 5058 Gesamtenergieeffizienz von Gebäuden – Teil 1: Kühltechnikenergiebedarf.
- ÖNORM H 5059 Gesamtenergieeffizienz von Gebäuden – Teil 1: Beleuchtungsenergiebedarf (Nationale Ergänzung zu ÖNORM EN 15193) – Schnellverfahren für die Berechnung.

## Gebäudeenergieausweis der Kantone (GEAK) in der Schweiz
Der GEAK ist ein Instrument der Schweizer Energie- und Klimapolitik und setzt die Vorgaben des nationalen Energiegesetzes um. Der GEAK dient der energetischen Bestandsaufnahme oder als Entscheidungshilfe für eine optimale Sanierung (GEAK Plus). Der GEAK kann nur von zertifizierten GEAK Experten ausgestellt werden. Ende 2022 wiesen über 140'000 Gebäude in der Schweiz einen GEAK auf.
Die Ausgestaltung des GEAK obliegt dem Verein GEAK. In diesem haben sich 2009 alle 26 Schweizer Kantone zusammengeschlossen, um die Entwicklung, Verbreitung und Förderung eines schweizweit einheitlichen Systems für einen Gebäudeenergieausweis gemäß Eidgenössischem Energiegesetz vorzunehmen.
Der GEAK ist gemäß nationalem Energiegesetz freiwillig, die Kantone können aber Verpflichtungen definieren. Mehrere Kantone, v. a. in der Romandie, sehen entsprechend ein GEAK-Obligatorium bei Handänderungen vor. Außerdem ist der GEAK Plus für Förderbeiträge aus dem Gebäudeprogramm meist erforderlich.
Das Basisprodukt GEAK ist die offizielle Energieetikette der Kantone und zeigt im vierseitigen GEAK-Dokument die Energieklasse von Gebäudehülle, Gebäudetechnik und der direkten CO₂-Emissionen in sieben Klassen (A bis G) an. Der GEAK basiert auf einer einheitlichen Berechnungsmethodik. Als Grundlage gelten schweizweit die gleichen Kriterien und Berechnungswerte.
Unter einem GEAK Plus versteht man einen GEAK, welcher durch einen Beratungsbericht ergänzt ist. Mit dem GEAK Plus werden zwei bis drei auf das Gebäude zugeschnittene Varianten zur energetischen Modernisierung aufgezeigt. Er enthält Maßnahmen, wie die Effizienz verbessert werden kann.

## Energiepass in Luxemburg
In Luxemburg trägt der Energieausweis die Bezeichnung Energiepass. Die Ausstellung, die Anforderungen und die weiteren Rahmenbedingungen des Energiepasses werden in der großherzoglichen Verordnung über die Energieeffizienz von Wohngebäuden vom 30. November 2007 geregelt. Die Verordnung wurde am 31. August 2010 durch die großherzogliche Verordnung über die Energieeffizienz von Nichtwohngebäuden modifiziert.
Die luxemburgische Verordnung definiert die beiden Gebäudetypen folgendermaßen:
- Wohngebäude: Gebäude, wo mindestens 90 % der Energiebezugsfläche zu Wohnzwecken bestimmt sind
- Nichtwohngebäude: Gebäude, wo weniger als 90 % der Energiebezugsfläche zu Wohnzwecken bestimmt sind

Derzeit sind nur Wohnbauten von der Ausstellungspflicht des Energiepasses betroffen. Der Pass für Wohngebäude ist obligatorisch beim Neubau, bei Erweiterungen, bei Modifikationen der thermischen Gebäudehülle und substantiellen Transformationen, sowie bei Eigentümer- und Mieterwechsel.
Ab dem 1. Januar 2011 ist der Energiepass auch beim Neubau, bei Erweiterungen und bei Modifikationen von Nichtwohnbauten, Grundvoraussetzung zur Erlangung einer Baugenehmigung. Ab dem 1. Juni 2011 muss der Energiepass auch bei Eigentümer- und Mieterwechsel, und substantiellen Transformationen von bestehenden Nichtwohngebäuden erstellt werden.
Ausgenommen von der Energiepasspflicht sind spezielle landwirtschaftliche Gebäude, Nichtwohngebäude mit großen permanenten Öffnungen nach außen, provisorisch errichtete Gebäude mit einer Nutzungsdauer von weniger als 2 Jahren, Kultstätte und zu religionszwecken genutzte Einrichtungen sowie unabhängige Gebäude mit weniger als 50 m² Energiebezugsfläche.
Der Energiepass ist ein fünfseitiges Dokument, das den energetischen Zustand eines Gebäudes bewertet. Der Energiepass stuft das Gebäude in drei Klassen zur Gesamtenergieeffizienz, Wärmeschutz und Umweltwirkung ein. Die Unterteilung der Klassen geht von A (niedriger Energiebedarf) bis I (hoher Energiebedarf).
Der Energiepass für alle Wohngebäude und für neu zu errichtende Nichtwohngebäude wird aufgrund eines berechneten Energiebedarfs erstellt (bedarfsorientiert). In allen anderen Fällen im Nichtwohnbau wird der Energiepass aufgrund von gemessenen Verbrauchswerten erstellt. Der Energiepass für Nichtwohngebäude unterscheidet sich u. a. von demjenigen für Wohngebäude durch erweiterte Betrachtung der kompletten Gebäudetechnik wie Beleuchtung, Trinkwarmwasserbereitung, Lüftung, Heizung, Klima, Luftbe- und entfeuchter. Bei gemischt genutzten Gebäuden kann es vorkommen, dass zwei Energiepässe zu erstellen sind, ein Nichtwohngebäudepass und ein Energiepass für die zu Wohnzwecken bestimmte Fläche.
Ausschließlich Mitglieder des luxemburgischen Verbands der Architekten und beratende Ingenieure sowie vom luxemburgischen Wirtschaftsministerium zugelassene Experten dürfen den Energiepass erstellen.
Die Gültigkeitsdauer des Energiepasses beträgt 10 Jahre.

## Energieausweis als Instrument für Planung und Betrieb von Immobilien
Neben den unterschiedlichen rechtlichen Verpflichtungen, einen Energieausweis vorzulegen kann der Energieausweis bzw. die zu hinterlegenden Daten in der Planungs- und Betriebsphase von Gebäuden eine Rolle spielen. Bei Neubau und Sanierung kann der Energieausweis als Grundlage für die Optimierung und Anpassung an die jeweiligen Anforderungen herangezogen werden. Durch Anpassung der einzelnen Bauteile können Baukosten reduziert, Energiekosten optimiert und Förderungen optimal ausgeschöpft werden. Das XML als lebendes Dokument ist ein wichtiger Teil des Facility Management und kann auch als Energiefokussiertes [BIM] gesehen werden. Darüber hinaus können mit den im XML enthaltenen Daten auch Simulationsmodelle der Gebäude erstellt werden, wie das Projekt EPC4SES untersucht.

## Software
Es gibt mehrere Softwareanbieter, die Energieausweis-Software vertreiben. In Deutschland gibt es ca. 20 Anbieter, in Österreich gibt es sechs anerkannte Energieausweis-Computerprogramme und ein paar kleinere Anbieter. Nicht alle Hersteller unterstützen jedoch die Erstellung aller Ausweis-Derivate: nach Energiebedarf, nach Energieverbrauch, für Wohngebäude nach DIN 4108 und DIN 4701-10 und -12 und für Nichtwohngebäude nach DIN V 18599.

## Gesetze, Normen und Standards
Europäische Richtlinien:
- Richtlinie 2010/31/EU des Europäischen Parlamentes und des Rates vom 19. Mai 2010 über die Gesamtenergieeffizienz von Gebäuden in der konsolidierten Fassung vom 8. Juli 2010, abgerufen am 7. Dezember 2012 In: EUR-Lex.

Zum deutschen Energieausweis:
- seit 2020: Gebäudeenergiegesetz – GEG
- Energieeinsparverordnung 2004 bis 2020
  - alle Fassungen der EnEV zwischen 2004 und 2020
  - Energieeinsparverordnung 2009
    - EnEV 2009 – nicht amtliche Lesefassung (PDF; 683 kB)
    - EnEV 2009 – Regeln für Energieverbrauchskennwerte im Wohngebäudebestand (PDF; 213 kB)
    - EnEV 2009 – Regeln für Energieverbrauchskennwerte im Nichtwohngebäudebestand (PDF; 446 kB)

  - Energieeinsparverordnung 2013
    - EnEV 2013 – nichtamtliche Lesefassung (PDF; 723 kB)
    - EnEV 2013 – Regeln für Energieverbrauchswerte im Wohngebäudebestand (PDF; 1,6 MB)
    - EnEV 2013 – Regeln zur Datenaufnahme und Datenverwendung im Wohngebäudebestand (PDF; 496 kB)
    - EnEV 2013 – Regeln für Energieverbrauchswerte im Nichtwohngebäudebestand (PDF; 827 kB)
    - EnEV 2013 – Regeln zur Datenaufnahme und Datenverwendung im Nichtwohngebäudebestand (PDF; 137 kB)
    - Klimafaktoren des DWD

Zum österreichischen Energieausweis:
- Energieausweis-Vorlage-Gesetz i.d.g.F. (ris.bka)
- Österreichisches Institut für Bautechnik (OIB): OIB-Richtlinie 6 – Energieeinsparung und Wärmeschutz, Mai 2023, OIB-330.6-036/23 (PDF; 1,37 MB)
- Österreichisches Institut für Bautechnik (OIB): OIB-Richtlinie 6 – Leitfaden Energietechnisches Verhalten von Gebäuden, Mai 2023, OIB-330.6-037/23 (PDF; 1,33 MB)

Zum schweizerischen Energieausweis:
- Ergebnis der Vernehmlassung des UVEK zur Revision des Energiegesetzes, der Energieverordnung und der Verordnung über das Plangenehmigungsverfahren für elektrische Anlagen – 13. März 2009 (PDF; 173 kB)